# Estadio Emilio Royo
El Estadio Emilio Royo es un estadio para la práctica de Futbol Americano, Rugby y Flag football ubicado en la Ciudad Deportiva Irving Saladino, atrás de la Arena Roberto Durán, en Ciudad de Panamá.

## Historia
El estadio se empezó a construir desde julio de 2018, y es en homenaje al difunto secretario general del Ministerio de Seguridad Pública en la administración del presidente Juan Carlos Varela que murió en un accidente de tránsito después de estar en la fiesta de cumpleaños de José Isabel Blandón y que era entusiasta y aficionado del fútbol americano. Bajo uso y administración del Instituto Panameño de Deportes

## Capacidad
Tiene una capacidad para 3,200 personas, también tiene las medidas y exigencias de la National Football League. Además cuenta con 6 torres de luces, dormitorios, kioscos, y un sistemas de drenaje.

## Inauguración
El estadio Emillio Royo se inauguró el día 13 de febrero de 2020.